# Liste der Monuments historiques in Guerlesquin
Die Liste der Monuments historiques in Guerlesquin führt die Monuments historiques in der französischen Gemeinde Guerlesquin auf.

## Liste der Bauwerke
| Bezeichnung         | Beschreibung | Standort                  | Kennzeichnung | Schutzstatus | Datum | Bild           |
| ------------------- | ------------ | ------------------------- | ------------- | ------------ | ----- | -------------- |
| Kirche St-Ténénan   |              | Place du Martray (Lage)   | PA00089984    | Inscrit      | 1932  | weitere Bilder |
| Menhir von Kerellou |              | (Lage)                    | PA00089985    | Classé       | 1909  | weitere Bilder |
| Gefängnis           |              | Place du Présidial (Lage) | PA00089986    | Classé       | 1875  | weitere Bilder |

## Liste der Objekte
- Monuments historiques (Objekte) in Guerlesquin in der Base Palissy des französischen Kultusministeriums